# Elke Schüßler
Elke Schüßler (* 26. April 1978) ist eine Wirtschaftswissenschaftlerin und Professorin für Betriebswirtschaftslehre an der Leuphana Universität Lüneburg.

## Leben
Von 2016 bis 2023 war Elke Schüßler Vorständin des Instituts für Organisation an der Johannes Kepler Universität Linz.  Von 2012 bis 2016 war sie Juniorprofessorin für Organisationstheorie an der Freien Universität Berlin, wo sie auch im Jahr 2008 promoviert hat. Sie hat einen Bachelor-Abschluss in Psychologie von der University of Sussex und einen Master in Industrial Relations and Personnel Management von der London School of Economics. Von 1988 bis 1997 besuchte sie das Karl-Theodor von Dalberg-Gymnasium in Aschaffenburg.

## Forschung
In ihrer Forschung beschäftigt sie sich mit gesellschaftlichen Herausforderungen wie der Globalisierung, dem Klimawandel, der menschenwürdigen Arbeit und der Digitalisierung. Von 2016 bis 2019 hat sie das internationale „Garment Supply Chain Governance Project“, gefördert von der VolkswagenStiftung, geleitet. Außerdem hat sie das von der Deutschen Forschungsgemeinschaft (DFG) geförderte Wissenschaftliche Netzwerk „Field-Configuring Events“ ins Leben gerufen. Von 2016 bis 2020 war sie Principal Investigator in der DFG-Forschergruppe „Organized Creativity“.  Sie hat ein Lehrbuch zu „Managing Interorganizational Relations“ mitverfasst sowie zahlreiche Sonderhefte in führenden wissenschaftlichen Zeitschriften herausgegeben.

## Auszeichnungen
Für ihre Forschung und Lehre erhielt sie mehrere Preise, u.a:
- LERA 2021 James G. Scoville Best International/Comparative Industrial Relations Paper Award[9]
- 2020 Aspen Institute Ideas Worth Teaching Award[10]
- 2019 Academy of Management Perspectives Special Mention Award[11]
- 2019 Runners-up Carolyn Dexter Award[12]
- 2015 Academy of Management Journal Best Article Award[13]
- 2014 Honourable Mention Research Impact on Practice Award[14]
- 2014 VHB Best Paper Award[15]
- 2009 Dissertationspreis Wilhelm-Lorch-Stiftung[16]
- 2008 Preis für Unternehmensgeschichte[17]
- 2001 Foundation on Automation and Human Development Prize, London School of Economics[18]